# Soconusco (kommun)
Soconusco är en kommun i Mexiko.   Den ligger i delstaten Veracruz, i den sydöstra delen av landet, 500 km öster om huvudstaden Mexico City. Antalet invånare är 5 825.
Följande samhällen finns i Soconusco:
- Soconusco
- Colonia Lealtad
- Fraccionamiento Santa Cruz
- Chogota
- La Colmena
- Palmarillo
- Consogueapa